# Psychotria pallens
Psychotria pallens är en måreväxtart som beskrevs av George Gardner. Psychotria pallens ingår i släktet Psychotria och familjen måreväxter. Inga underarter finns listade i Catalogue of Life.